# Kitagó
Kitagó (japonsky 北郷駅, Kitagó-eki) je neobsazená železniční stanice společnosti JR Kjúšú na trati Ničinan. Zastavují zde osobní i spěšné vlaky.